# Kellerbuch
Ein Kellerbuch beschreibt im Allgemeinen ein, von jedem Produzenten, Händler und Verarbeiter von Wein, Keltertrauben, Traubenmost und Traubensaft, zu führendes Eingangs- und Ausgangsverzeichnis. Diese gesetzlich geforderte Dokumentation aller Prozesse der Weinerzeugung muss für jeden Weintyp spezifische Angaben enthalten, welche amtlich überprüft werden und eine Basis für weingesetzliche Belange bilden. Heutzutage werden Kellerbücher auch auf elektronischem Wege geführt. Dafür gibt es verschiedene Softwarelösungen.  

## Inhalt
Zwingende Einträge in der amtlichen Dokumentation im Kellerbuch sind beispielsweise:  
1. Größe und genaue Bezeichnung der bewirtschafteten Weingartenflächen
2. Dokumentation der Herkunft der erworbenen Erzeugnisse (Ernte bzw. Fremdbezug)
3. Dokumentation Menge der abgegebenen Erzeugnisse
4. Schwund einschließlich der Menge des abgezogenen Gelägers und Eigenverbrauchs

Darüber hinaus bildet das Kellerbuch auch die Basis für steuerrechtliche Belange. Es gilt nicht nur die Mengen, sondern auch die zugehörigen Verkaufswerte zu dokumentieren.